# New Zealand Educational Institute
Die New Zealand Educational Institute (NZEI), in deren Außendarstellung als NZEI Te Riu Roa bezeichnet, ist eine Gewerkschaft für Beschäftigte im Bildungssektor in Neuseeland.

## Geschichte
1978 wurde das Gesetz des Trade Unions Regulation and Management Act of 1978 von der damaligen neuseeländischen Regierung verabschiedet. Davor gab es keine gesetzliche Definition für eine Gewerkschaft. Das New Zealand Educational Institute wurde dann in Folge im Rahmen eines Beschlusses anderer kleinerer Verbände 1883 von 18 Lehrern des Landes gegründet. Auch wenn 1893 Frauen in Neuseeland das allgemeine Wahlrecht per Gesetz zugesprochen bekamen, dauerte es noch Jahre bis Frauen auch Führungspositionen übernehmen konnten. So war es die Lehrerin und Schulleiterin Margaret Magill, die 1926 zunächst Geschäftsführerin des Institutes wurde und in den Jahren 1933 und 1934 als erste Frau sogar die Präsidentschaft der Arbeitnehmervertretung übernehmen konnte. In den folgenden Jahren kämpfte die Gewerkschaft u. a. für kleinere Klassen in den Schulen und auch für gleiche Entlohnung für gleiche Arbeit. 1995 wurde dann mit Te Iria Mārama Whiu die erste Māori Präsidentin der Organisation und 2005 organisierte die Gewerkschaft zusammen mit rund 1700 Kindergartenlehrern in 22 Städten des Landes einen der größten Streiks in der Geschichte der Kindergartenbewegung seit 116 Jahren, mit dem für bessere Bedingungen in Kindergärten gekämpft wurde.

## Journal des NZEI

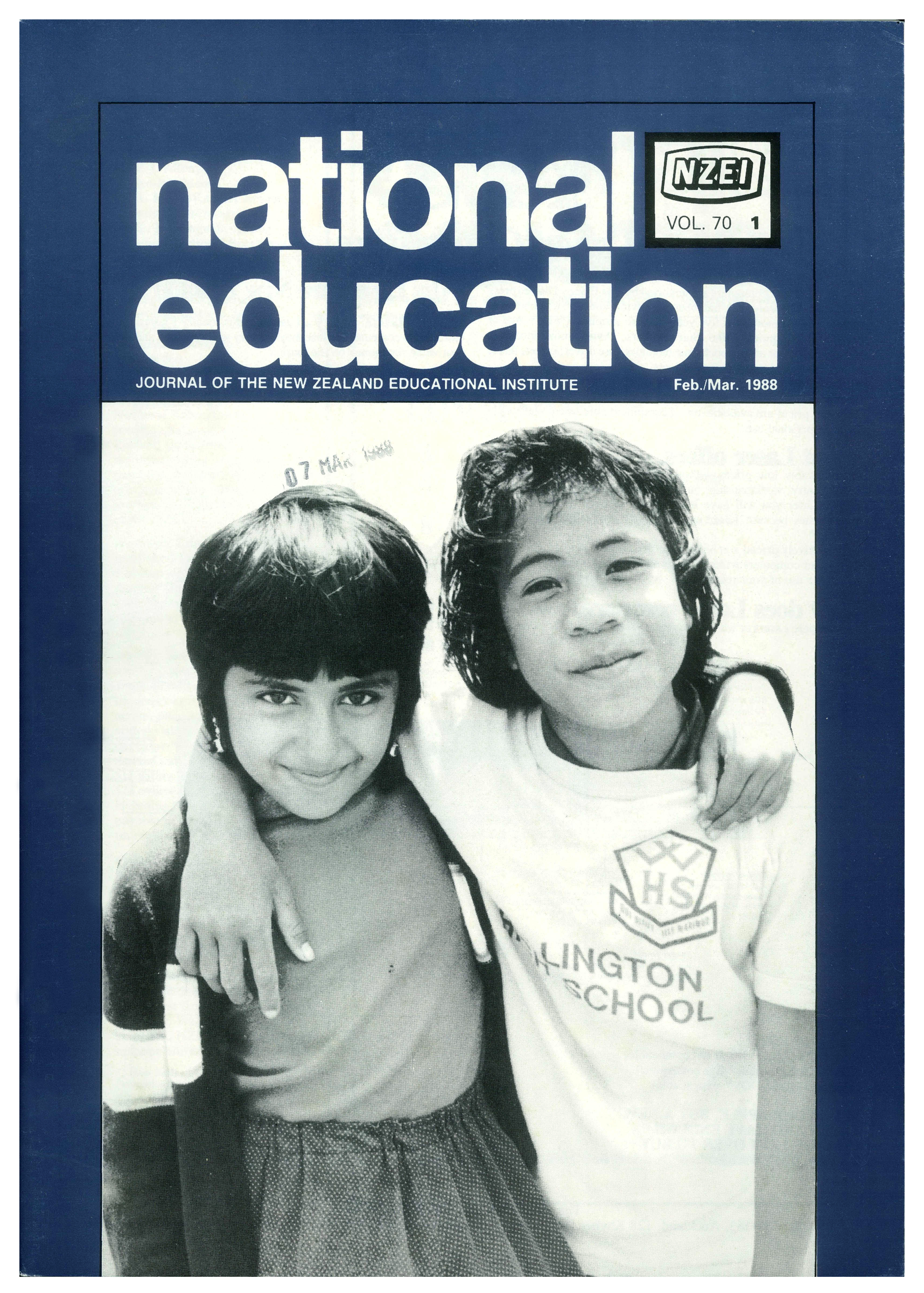
Cover: National Education, Journal of the New Zealand Educational Institute, Ausgabe Feb./Mar.1988

Das Journal wurde 1899 als „The New Zealand Journal of Education“ zum ersten Mal herausgegeben und erfuhr dann im Februar 1919 mit dem neuen Titel „National Education“ unter Volume 1 No 1 einen Neustart. Am 1. Februar 1990 wurde das Journal dann durch die Publikation „NZEI Rourou“ ersetzt, die dann selbst im Juni 2009 gänzlich eingestellt wurde.